# Fires i mercats de la Seu d'Urgell
Les fires i mercat de la Seu d'Urgell són una sèrie de fires i mercats que tenen lloc a la Seu d'Urgell setmanalment o anualment. Els dos principals són el Mercat tradicional, que té lloc cada dimarts i dissabte, i la Fira de Sant Ermengol.
Les fires i mercats són:
- Mercat tradicional
- Fira de Sant Ermengol
  - Fira de Formatges Artesans del Pirineu
  - Fira d'Artesania dels Pirineus
  - Els Encants dels Canonges
- Fira d'Art
- Fira de Primavera
- Mercat Medieval dels Canonges
- Mercat de les Oportunitats

## Mercat tradicional
És un mercat de menjar i roba que té lloc cada dimarts i dissabte al Carrer Major, al Carrer dels Canonges, Plaça dels Oms i a la Plaça Patalín coneguda com a plaça del Mercat.
Aquest mercat ja era esmentat l'any 1029, que podria manifestar la importància de la Seu d'Urgell tant a nivell comarcal com en el comerç internacional d'aquella època, són coneguts els intercanvis entre banda i banda dels Pirineus i la creació d'un servei de bladeria de mesura oficial per al cereal al segle xiii i encara es troben les mesures al Carrer Major.

## Fira de Sant Ermengol
La Fira de Sant Ermengol ja era esmentada el 1048. Se celebra cada any el tercer cap de setmana d'octubre.

### Fira de Formatges Artesans del Pirineu
La Fira de Formatges Artesans del Pirineu és un dels eixos vertebradors de la Fira de Sant Ermengol.

### Fira d'Artesania dels Pirineus
La Fira d'Artesania dels Pirineus inclou parades d'artesans.

### Els Encants dels Canonges
Els Encants dels Canonges se situen al carrer dels Canonges amb parades de venda d'articles antics.

## Fira de Primavera
És una fira del sector agroalimentari organitzat per l'ajuntament de la Seu d'Urgell per potenciar aquest sector des de l'any 2005 a l'aparcament del Doctor Peiró. Inclou l'anomenat Concurs Català de Raça Frisona i una exposició dels millors exemplars de vaca raça bruna dels Pirineus de l'Alt Urgell i Cerdanya.

## Fira d'Art
Se celebra des de l'any 2007 al carrer de Sant Josep de Calassanç. Va néixer amb la idea d'oferir en un sol espai la possibilitat de poder comprar obsequis de Nadal amb personalitat, s'hi pot trobar: pintura, fotografia, ceràmica, dibuix, art tèxtil i escultura. A més d'actuacions de música en directe i llegir llibres que la gent "allibera".
La Fira l'organitza l'Ajuntament de la Seu d'Urgell i el col·lectiu l'Aparador que agrupa 23 artistes de l'Alt Urgell, Andorra i la Cerdanya.

## Mercat Medieval dels Canonges

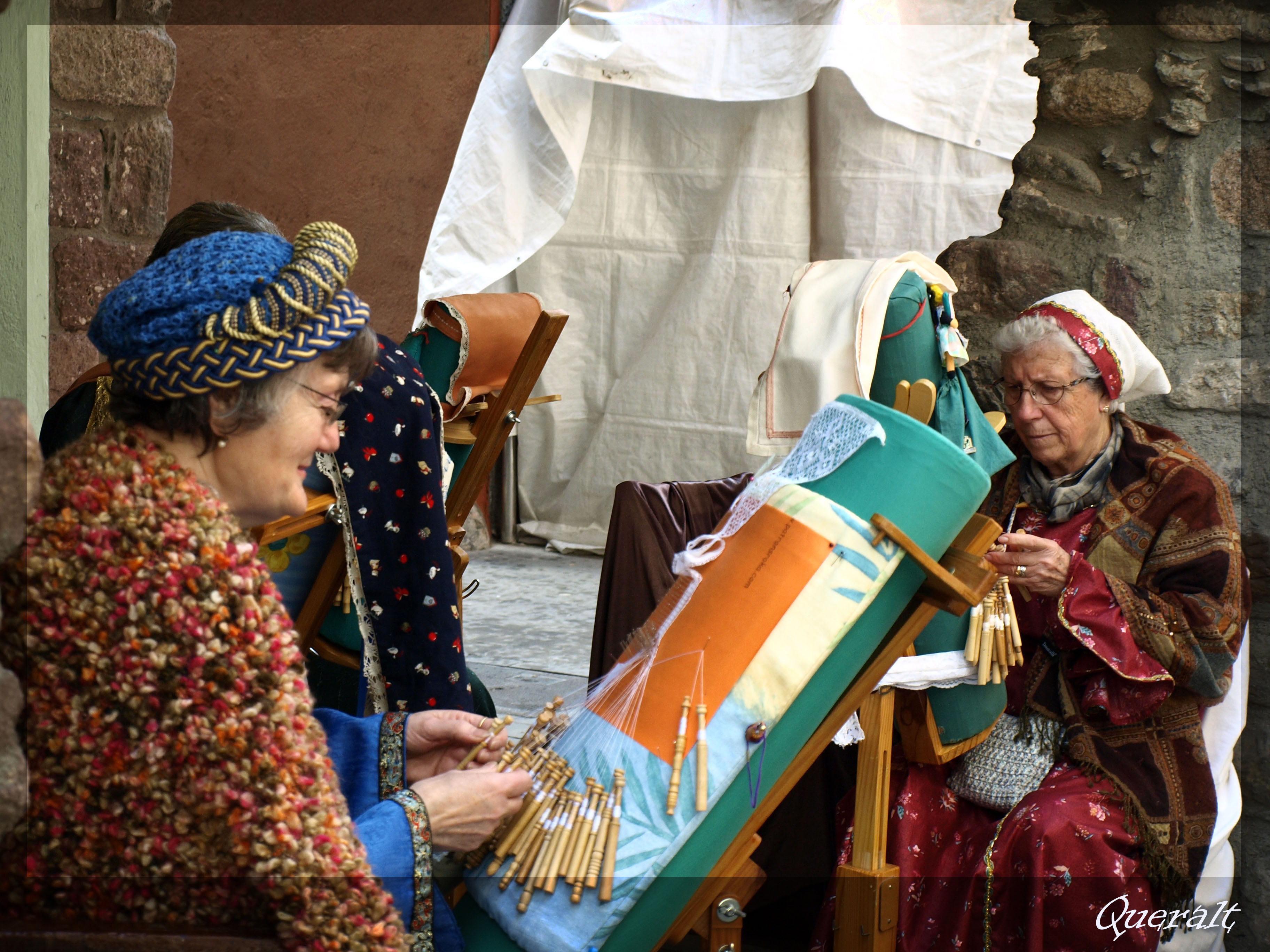
Puntaires al mercat.

S'organitza des de l'any 2002 i té lloc el primer cap de setmana de juny al Nucli antic de la Seu d'Urgell, al Carrer dels Canonges, el carrer més antic de la ciutat urgellenca i de traça medieval.
Hi ha teatre al voltant de personatges carismàtics de la Seu i d'històries vilatanes que es representen al carrer; oficis antics: el cisteller, el ferrer, el treball de la fusta, la ceràmica, la filadora, els teixidors, el cuir; Parades de productes de la comarca: formatges, embotits, pa, mel, entre d'altres; i exhibició de falconeria: un mètode ancestral de caça dels senyors feudals a l'Edat Mitjana, amb falcons, àguiles, i altres aus rapinyaires.

## Mercat de les Oportunitats
És un mercat organitzat per la Unió de Botiguers de la Seu d'Urgell on els establiments de la ciutat ofereixen els seus productes amb rebaixes a paredes instal·lades al Carrer Major.
Té lloc dos cops l'any, coincidint amb dues festivitats andorranes, a la primavera per la Festa de la Constitució d'Andorra i a finals d'estiu per la Diada de Meritxell.